# Damian Karol Markowski
Damian Karol Markowski (ur. 1986 w Dębicy) – polski historyk specjalizujący się w historii Europy Wschodniej, sowietolog, doktor nauk humanistycznych.

## Życiorys
Ukończył studia na Wydziale Historii Uniwersytetu Warszawskiego, jak również doktoryzował się tamże w 2016 (był uczniem profesorów Pawła Wieczorkiewicza oraz Grzegorza Motyki). Otrzymywał stypendia krajowe i zagraniczne. Był pracownikiem Rady Ochrony Pamięci Walk i Męczeństwa, Ministerstwa Kultury i Dziedzictwa Narodowego oraz Instytutu Pamięci Narodowej (Biuro Upamiętniania Walk i Męczeństwa). Do jego głównych zainteresowań naukowych należy historia Europy Wschodniej. Jest autorem artykułów i książek, m.in.:
- Płonące Kresy. Operacja „Burza” na Kresach Wschodnich II Rzeczypospolitej (Warszawa, 2008),
- Anatomia strachu. Sowietyzacja obwodu lwowskiego 1944‒1953. Studium zmian polityczno-gospodarczych (Warszawa, 2018),
- Dwa Powstania. Bitwa o Lwów 1918 (2019),
- Lwów 1944 (Warszawa, 2021)[1][2].
- W cieniu Wołynia. „Antypolska akcja” OUN i UPA w Galicji Wschodniej 1943-1945 (Kraków, 2023)

Otrzymał Nagrodę „Przeglądu Wschodniego” (za książkę Dwa Powstania), Nagrodę im. Janusza Kurtyki, Nagrodę Prezesa IPN, a ponadto był nominowany do Nagrody im. Tomasza Strzembosza.